# 米塞克勒
米塞克勒（法語：Missècle，法語發音：[misɛkl]）是法国奧克西塔尼大區塔恩省的一个市镇，属于卡斯特尔区。

## 地理
米塞克勒（43°43'1"N, 1°59'31"E）面积5.77 平方千米，位于法国奧克西塔尼大區塔恩省，该省份为法国南部内陆省份，北起顺时针与阿韦龙省、埃罗省、奥德省、上加龙省和塔恩-加龙省接壤。
与米塞克勒接壤的市镇（或旧市镇、城区）包括：卡巴内斯、达米亚特、格罗耶、穆莱雷斯。

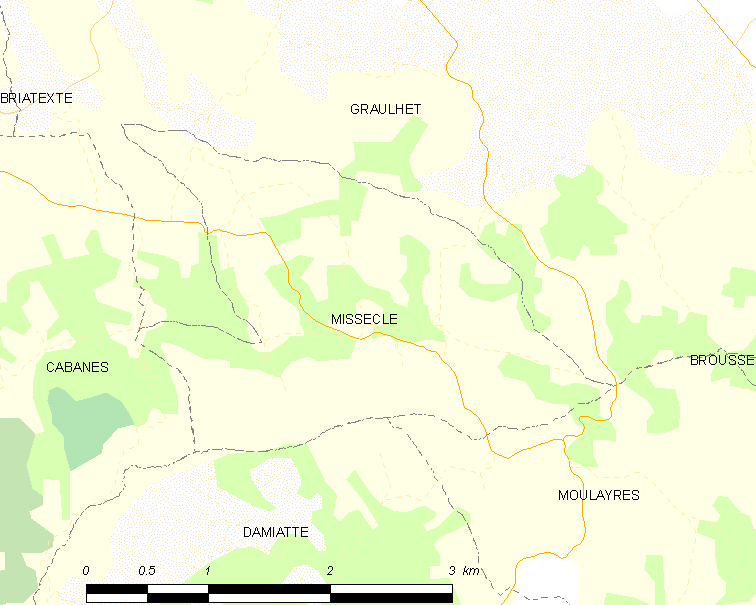
米塞克勒的OSM定位图

米塞克勒的时区为UTC+01:00、UTC+02:00（夏令时）。

## 行政
米塞克勒的邮政编码为81300，INSEE市镇编码为81169。

## 政治
米塞克勒所属的省级选区为格罗耶县。

## 人口

1962-2008年间米塞克勒人口变化图示

米塞克勒于2022年1月1日时的人口数量为98人。